# 8"/55 Mark 71
8"/55 Mark 71 е американска корабна универсална артилерийска установка калибър 203 mm, разработена в САЩ и предназначена за корабите на американския флот. Основното предназначение на артустановката е огневата поддръжка на морските десантни операции. Разработва се по искане на морската пехота на САЩ, явява се напълно автоматизирано оръдие. Тактико-техническото задание за разработката на установката е дадено през 1969 г., от командването на морските десантни операции. Разработката на системата започват през 1971 г. Изпитанията на установката успешно преминават на борда на разрушителя „Хъл“ от типа „Форест Шърман“ през 1975 г. Mark 71 се предполага да бъде поставяна на разрушителите от типа „Спрюенс“, перспективните ракетни крайцери от типа CSGN, а също на атомния ракетен крайцер „Лонг Бийч“ (USS Long Beach (CGN-9)) след неговата модернизация с многофункционалната бойна система „Аеджис“.
Програмата е закрита през 1978 г. поради бюджетни ограничения.

## Коментари
1. ↑  Буквите показват принадлежността към определен класː ВВ – линкор, СС, CL, СА – съответно линеен, лек или тежък крайцер, CV – самолетоносач, DD – разрушител, SS – подводница и т.н.